# Tự động hóa tiếp thị
Tự động hoá tiếp thị (Marketing Automation) là hợp lý hóa các hoạt động tiếp thị và bán hàng bằng cách thay thế các quy trình thủ công liên tục, lặp đi lặp lại bằng các giải pháp tự động. Tự động hoá tiếp thị giúp những công việc lập đi lập lại có thể được xử lý nhanh chóng hơn, giảm thiểu sai sót và tăng trải nghiệm khách hàng.

## Tổng quan
Theo Hiệp hội Marketing Hoa Kỳ (American Marketing Association, AMA), Tự động hoá tiếp thị (Marketing Automation) được hiểu là một phương thức ứng dụng công nghệ vào tiếp thị, cho phép doanh nghiệp thực hiện được ba điều quan trọng:
- Theo dõi khách hàng dựa trên hành vi hoặc có thể theo dõi sự tương tác của mỗi cá nhân với tiếp thị của một thương hiệu.
- Việc sử dụng các dữ liệu thu thập được giúp doanh nghiệp có thể tự động hóa các trải nghiệm tiếp thị được cá nhân hóa.
- Gắn kết các kết quả đó với các cơ hội doanh thu cụ thể cho công ty.

## Chức năng của tự động hoá tiếp thị[4]
- Thu thập các dữ liệu khách hàng tiềm năng: Tự động hoá tiếp thị cho phép thu thập dữ liệu hành vi người dùng trên mạng Internet. Từ đó, doanh nghiệp biết được cách người dùng đã tương tác, thực hiện các hoạt động trên các trang trang web, nội dung người dùng hứng thú cũng như các thông tin, sản phẩm họ đang quan tâm. Các thông tin này giúp doanh nghiệp đưa ra các nội dung, hoạt động phù hợp với người dùng và dễ dàng thu hút họ quan tâm hoặc mua sản phẩm.
- Phân khúc khách hàng dễ dàng: Các quy trình tự động hóa tiếp thị phân tích thông tin khách hàng về các lợi ích của khách hàng, nhân khẩu học, sự sẵn sàng mua, tính cách cá nhân, nhu cầu và mong đợi của khách hàng. Việc phân tích này mang lại dữ liệu khách hàng chi tiết cho việc phân khúc, lựa chọn khách hàng và thiết kế các thông điệp quảng cáo phù hợp với nhu cầu của khách hàng cá nhân.
- Tăng hiệu quả tiếp thị mối quan hệ (Relationship Marketing): Trọng tâm của tiếp thị mối quan hệ là tạo ra và nuôi dưỡng mối quan hệ với khách hàng tiềm năng. Nhưng với số lượng lớn khách hàng duy trì mối quan hệ khách hàng cá nhân có thể đặt ra một thách thức cho doanh nghiệp. Tự động hoá tiếp thị cho phép các nhà tiếp thị xác định chính xác nhu cầu của khách hàng cá nhân, loại bỏ nguy cơ lựa chọn đối tượng và thiết kế thông điệp không phù hợp. Theo Gartner Customer 360 Summit, đến năm 2020, 85% các quan hệ khách hàng với doanh nghiệp sẽ được chăm sóc và quản lý mà không cần yếu tố con người.[5]
- Hỗ trợ chiến lược bán hàng chéo (cross selling) và bán hàng gia tăng (up-selling): Cả hai chiến lược bán hàng chéo (cross selling) và bán hàng gia tăng (up-selling) đều hiệu quả hơn khi kết hợp tiếp thị tự động hoá. Doanh nghiệp có thể truy cập nhanh vào cơ sở dữ liệu khách hàng tiềm năng và giúp xây dựng các đề nghị được cá nhân hóa.
- Các công cụ tự động hóa tiếp thị cho phép đo lường chính xác hơn về hiệu quả của một chiến dịch quảng cáo.

## Các công cụ Tự động hoá tiếp thị[6]
- Email Marketing.
- Landing page.
- Quản lý chiến dịch.
- Các chương trình Marketing.
- Tạo khách hàng tiềm năng (Lead generation).
- Dự đoán và đánh giá.
- Quản trị Lead.
- Tích hợp CRM.
- Social Marketing.

## Các loại phần mềm Tự động hoá tiếp thị[7]
1. Marketing intelligence: Sử dụng mã theo dõi trên phương tiện truyền thông xã hội, email và trang web để theo dõi hành vi của bất kỳ ai quan tâm đến sản phẩm hoặc dịch vụ. Phần mềm có thể ghi lại nhóm phương tiện truyền thông xã hội hoặc chủ đề họ theo dõi, liên kết nào được nhấp vào trong email hoặc thuật ngữ tìm kiếm nào được sử dụng để truy cập trang web. Sau đó, phân tích nhiều liên kết có thể theo dõi hành vi của người mua. Điều này cho phép phản hồi được nhắm mục tiêu chính xác hơn và phát triển chương trình nuôi dưỡng nhắm mục tiêu theo sở thích. Từ đó cho phép các doanh nghiệp tiếp cận hiệu quả hơn tới khách hàng mục tiêu.[8]
2. Marketing automation: Tập trung vào việc di chuyển khách hàng tiềm năng từ đầu kênh tiếp thị để trở thành khách hàng tiềm năng sẵn sàng bán hàng ở cuối kênh.  Được sử dụng phổ biến trong các doanh nghiệp từ doanh nghiệp đến doanh nghiệp (B2B), doanh nghiệp với chính phủ (B2G) hoặc doanh nghiệp với người tiêu dùng (B2C).
3. Advanced workflow automation: Bao gồm tự động hóa các quy trình tiếp thị nội bộ. Chúng bao gồm lập ngân sách và lập kế hoạch, quy trình làm việc và phê duyệt, lịch tiếp thị, cộng tác nội bộ, tạo tài sản kỹ thuật số và quản lý và về cơ bản mọi thứ hỗ trợ hiệu quả hoạt động của chức năng tiếp thị nội bộ. Thông thường, các hệ thống này yêu cầu quản trị viên CRM hoặc COM thiết lập một loạt quy tắc phức tạp để kích hoạt các mục hành động cho các chuyên gia tiếp thị và bán hàng nội bộ để xử lý thủ công (thiết kế tệp, gửi thư, gửi chiến dịch email). Loại hệ thống này làm tăng khả năng của nhà tiếp thị trong việc cung cấp nội dung có liên quan cho các cá nhân có liên quan vào những thời điểm thích hợp.

## Áp dụng Tự động hoá tiếp thị cho doanh nghiệp

### Các doanh nghiệp nên áp dụng Tự động hoá tiếp thị
Trước đây, người sử dụng Tiếp thị tự động hoá chủ yếu là các doanh nghiệp B2B. Cho đến hiện nay, ngày càng có nhiều doanh nghiệp B2C, thậm chí B2G áp dụng công nghệ này.
Hầu hết các doanh nghiệp từ nhỏ đến lớn đều có thể sử dụng Tiếp thị tự động hóa. Trong đó, các doanh nghiệp vừa và nhỏ chính là phân khúc sử dụng các chương trình Tiếp thị tự động hoá nhiều nhất hiện nay. Một ưu điểm lớn của Tiếp thị tự động hóa là có thể áp dụng trên tất cả các ngành. Tuy nhiên, các doanh nghiệp cần lưu ý một điều là các chương trình Tiếp thị tự động hoá có thể không phù hợp với tất cả các doanh nghiệp vì nó còn tùy thuộc vào chiến lược, phễu bán hàng và kênh tiếp thị của doanh nghiệp.

### Tự động hoá tiếp thị trong doanh nghiệpB2BvàB2C[9]
Tiếp thị tự động hóa đóng vai trò là giải pháp marketing giúp cho các doanh nghiệp B2B và B2C tập trung vào việc chuyển đổi các triển vọng.
Mặc dù cả hai loại hình doanh nghiệp đều có mục tiêu cuối cùng là tăng doanh thu, nhưng vẫn sẽ có những khác biệt trong cách thức để họ đạt được mục tiêu đó.

#### Tự động hoá tiếp thị trong doanh nghiệp B2B
Bởi vì các sản phẩm/dịch vụ trong bán hàng B2B có yêu cầu cam kết lâu dài nên chu kỳ chuyển đổi trong B2B thường dài hơn B2C.
Chi phí bán hàng cho thị trường B2B thường đắt và cao hơn so với B2C. Bởi vì một giao dịch trong B2B thường được xem xét nhiều hơn và nhiều người tham gia, đòi hỏi nhiều người ra quyết định hơn.
Đối với doanh nghiệp B2B, để thiết lập danh tính trong ngành thì họ cần cung cấp thông tin có giá trị và có kiến thức chuyên môn. Bởi vì tiếp thị trong B2B là một đối một, các quyết định thường thiên về lý trí hơn là cảm xúc, do đó động lực thúc đẩy việc mua hàng của đối tác chính là lập luận logic, lợi ích tài chính và dữ liệu mạnh mẽ của doanh nghiệp.

#### Tự động hoá tiếp thị trong doanh nghiệp B2C
Trong thị trường B2C, chu kỳ chuyển đổi sẽ diễn ra ngắn hơn và người tiêu dùng yêu cầu có nhiều điểm tiếp xúc để thuận tiện cho việc tiếp nhận thông tin và mua sản phẩm/dịch vụ.
Người tiêu dùng ít quan tâm đến một thông điệp tiếp thị dài, họ muốn đi thẳng vào vấn đề. Do đó thông điệp tiếp thị của doanh nghiệp cần đơn giản và dễ hiểu.
Bởi vì các quyết định mua hàng của người tiêu dùng có xu hướng thiên về cảm xúc nhiều hơn, cho nên chiến lược tiếp thị hiệu quả nhất của doanh nghiệp chính là tập trung vào các giá trị và lợi ích mà sản phẩm/dịch vụ sẽ mang lại cho khách hàng.
Đối với các nhà tiếp thị B2C, thành công nằm ở khả năng tạo ra các phân khúc siêu nhỏ và cá nhân hóa sản phẩm/dịch vụ cho mỗi khách hàng.

## Tự động hoá tiếp thị tại Việt Nam

### Xu hướng tiếp thị kỹ thuật số tại Việt Nam
Xu hướng Tiếp thị kỹ thuật số (Digital Marketing) tại Việt Nam đang nổi lên nhanh chóng trong mọi lĩnh vực đáng chú ý.
- Tính đến tháng 01/2020, có 68,17 triệu người dùng internet tại Việt Nam, tăng 6,2 triệu (+ 10,0%) so với năm trước.
- Mức độ thâm nhập Internet ở Việt Nam (đang tiếp cận tới người dùng) đứng ở mức 70% tính đến tháng 01/2020.
- Việt Nam có 65 triệu người dùng Phương tiện truyền thông mạng xã hội (social media) tính đến tháng 01/2020.
- Số lượng kết nối di động tại Việt Nam vào tháng 01/2020 tương đương với 150% tổng dân số.[11]

### Nền tảng Tự động hoá tiếp thị đầu tiên tại Việt Nam
Năm 2018, nền tảng Tự động hoá tiếp thị đầu tiên tại Việt Nam ra mắt với tên NovaonX. NovaonX thuộc Tập đoàn Digital Novaon với 5 sản phẩm tiên phong: CRM, Chatbot, Landing page, Social và Email Automation. Đây là nền tảng  giúp doanh nghiệp tự động hóa hoạt động tiếp thị, quản lý dữ liệu và tương tác khách hàng tập trung, báo cáo và phân tích tập trung, tối ưu và tăng hiệu quả marketing.

### Các nền tảng Tự động hoá tiếp thị phổ biến tại Việt Nam<
- Marketo
- Oracle Eloqua
- Customer.io
- Constant Contact
- Hubspot
- Exact Target/Pardon
- Userfox